# Отчёт о прозрачности
Отчёт о прозрачности (англ. transparency report) — это регулярный отчёт компании, основанный на множестве статистических данных, связанных с запросами персональных данных или контента. Отчёты обычно раскрывают частоту запросов и употреблённые при этом полномочия государственных структур за какой-то период времени. Такая форма корпоративной прозрачности позволяет публично видеть, какую персональную информацию государственные структуры запрашивают через ордера на обыск или повестки. Некоторые отчёты включают в себя информацию, как часто по запросам был удалён контент. Отчёт, также, помогает узнать о реальных правах людей в интернете.
Google — первая компания, предоставившая такую статистику в 2010 году. Следом — Twitter в 2012 году. Другие компании начали предоставлять такие отчёты после разоблачения массовой слежки в 2013 году — Microsoft, AT&T, Facebook, Apple, Викимедиа, Яндекс. Первым в России отчёт предоставил Хабр. Некоторые компании и группы адвокатов лоббировали государственные органы США и добились разрешения добавить некоторые секретные запросы в отчёты.

## Цели
Отчёты о прозрачности публикуются по разным причинам. Одна из целей могла бы заключаться в том, чтобы уточнить, сколько информации запрашивают правительства, как оцениваются такие запросы и как принимающая организация выбрала ответ. Эта информация может привести потребителей к выводу, что издатель отчёта заслуживает доверия.
Тем не менее, есть споры о том, какие отчёты о прозрачности действительно показательны. Некоторые утверждают, что простая публикация количества запросов может вводить пользователей в заблуждение, поскольку большинство организаций не имеют большого контроля над количеством получаемых запросов, широтой запросов, которые они получают, или даже количеством запросов, которые они в конечном итоге выполняют.
Компании, такие как Google, Microsoft, Yahoo, Facebook и Twitter, публикуют отчёты о прозрачности, все из которых перечисляют тип и количество запросов правительственных данных, получаемых каждой компанией. Эти отчёты включают в себя точные цифры и проливают свет на деятельность правительства. Однако правительство США не разрешает компаниям сообщать точные цифры количества запросов, поступивших через суд FISA, по Patriot Act, и по требованиям национальной безопасности (NSL). Вместо этого они должны приводить примерные цифры или указывать диапазон, в случае если правительство разрешит компании публиковать эти данные. В результате, потребители не могут видеть реальный показатель запросов государственных данных. Критики этой политики, такие как Фонд электронных рубежей, утверждают, что нет чёткого обоснования национальной безопасности для блокирования сущности от публикации этой информации.

## Прогрессия запросов государства
Количество запросов государственных структур увеличивается из года в год.

### Запросы к Google
Десятый отчёт Google показал увеличение числа запросов государственных органов из года в год. Отчёт показывает запросы от государства в первые 6 месяцев 2014 года.
|  | Число запросов растёт во всём мире: не учитывая запросы суда FISA и запросы в целях национальной безопасности (NSL) в США, оно увеличились на 15 процентов за 6 месяцев, и на 150 процентов по сравнению с первым [нашим] отчётом — пятилетним периодом. Для США же увеличение составило 19% и 250% соответственно. […] Правительства имеют законную и важную роль в борьбе с преступностью и расследовании угроз национальной безопасности. Чтобы поддерживать доверие общественности как к правительству, так и к технологиям, нам необходима законодательная реформа, которая обеспечит прозрачность, разумно ограниченную законодательными полномочиями, а также независимый надзор.Salgado, Richard (15 сентября 2014). Transparency Report: Government demands for user info have risen 150% over the last five years. Блог Google Public Policy (англ.). Архивировано 13 апреля 2018. Дата обращения: 20 ноября 2018. |